# Sparekassen Sjælland-Fyn
Sparekassen Sjælland-Fyn A/S er en dansk finansiel virksomhed der opstod i 2014 ved fusionen mellem Sparekassen Sjælland (fra 1825) og Sparekassen Fyn (fra 1849). 
Til kunderne har Sparekassen Sjælland-Fyn efter fusionen brandet sig under de to separate navne. Ved børsnortering i 2015 har sparekassen brandet sig under et fælles navn: Sparekassen Sjælland-Fyn.
Banken er børsnoteret under aktiesymbolet SPKSJF.
Storaktionærer er Fonden for Sparekassen Sjælland og AP Pension Livsforsikringsaktieselskab.
Bankens hovedsæde ligger i Holbæk på Isefjords Alle. Banken har mere end 30 afdelinger og 6 erhvervscentre fordelt på Sjælland, Fyn og Lolland-Falster. 
I maj 2025 skiftede sparekassen navn til SJF Bank. 